# 北沙口乡
北沙口乡，是中华人民共和国河北省保定市雄县下辖的一个乡镇级行政单位。

## 行政区划
北沙口乡下辖以下地区：
北沙口村、南沙口村、辛庄村、东留官营村、西留官村、东龙堂村、中龙堂村、西龙堂村、王庄村、茫茫口村、大庄村和小庄村。